# Medina de Susa
La Medina de Susa es una medina tunecina, en el corazón histórico de Susa, fue inscrita en el año 1988 en el Patrimonio de la Humanidad por la Unesco.
La ciudad de Susa está considerada como un típico ejemplo de las primeras ciudades de la conquista islámica del Magreb. Conserva así la kasbah (fortificación), la Gran Mezquita, el ribat y la mezquita Bu Ftata, un edificio militar y religioso.
Cuando finalizó la confrontación entre ambas orillas del Mediterráneo y con la evolución de las técnicas de guerra, los ribat perdieron sus papel militar y se volcaron a la educación y la espiritualidad, transformados en escuelas de religión; pero su estilo sirvió de inspiración para la construcción de las madrasas de Túnez.